# Mallochohelea vernalis
Mallochohelea vernalis är en tvåvingeart som beskrevs av Remm 1965. Mallochohelea vernalis ingår i släktet Mallochohelea och familjen svidknott. Inga underarter finns listade i Catalogue of Life.